# Castlemaine (Victoria)

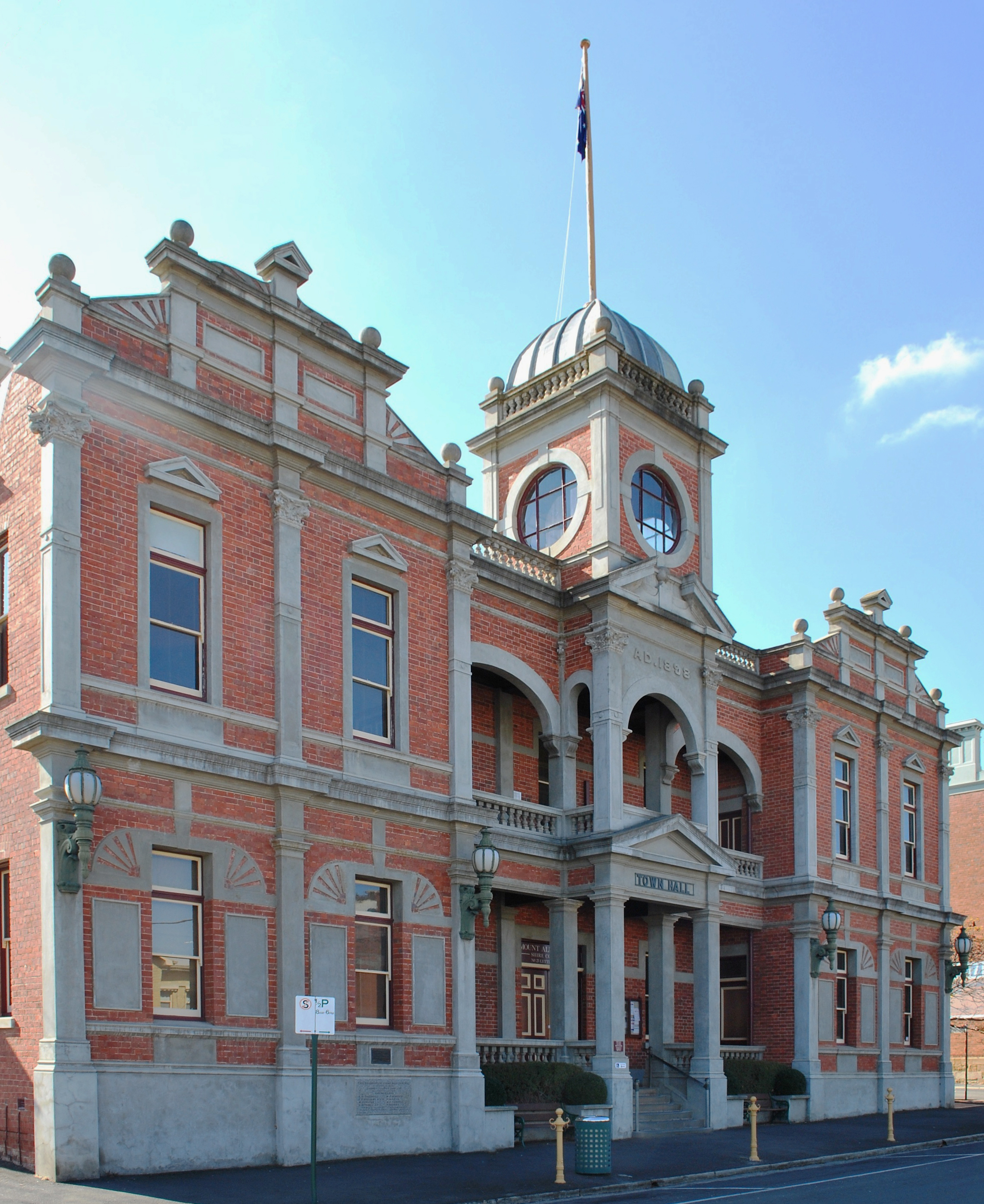
Castlemaine Town Hall (Rathaus)

Castlemaine ist eine Kleinstadt im Bundesstaat Victoria in Australien und Verwaltungssitz des Mount Alexander Shire.

## Geografie

### Lage
Castlemaine liegt 38 Kilometer südlich von Bendigo und 119 Kilometer nordwestlich von Melbourne, eingebettet im Tal von Barkers-, Forest- und Campbells Creek. Das Stadtgebiet erstreckt sich auf mehrere Vorstadtgebiete, nördlich in Richtung Barkers Creek, westlich bis McKenzie Hill, östlich bis Moonlight Flat und Chewton sowie südlich bis Campbells Creek.

### Klima
|                        | Jan  | Feb  | Mär  | Apr  | Mai  | Jun  | Jul  | Aug  | Sep  | Okt  | Nov  | Dez  |   |      |
| Mittl. Temperatur (°C) | 20,3 | 20,6 | 18,0 | 14,0 | 10,5 | 7,9  | 7,2  | 8,4  | 10,3 | 13,0 | 15,7 | 18,1 | ⌀ | 13,6 |
| Mittl. Tagesmax. (°C)  | 28,0 | 28,3 | 24,9 | 20,0 | 15,5 | 12,5 | 11,7 | 13,2 | 15,6 | 19,2 | 22,5 | 25,5 | ⌀ | 19,7 |
| Mittl. Tagesmin. (°C)  | 12,6 | 13,0 | 11,1 | 8,0  | 5,6  | 3,4  | 2,7  | 3,7  | 5,0  | 6,8  | 8,9  | 10,8 | ⌀ | 7,6  |
|                        |      |      |      |      |      |      |      |      |      |      |      |      |   |      |
| Niederschlag (mm)      | 37   | 33   | 36   | 47   | 62   | 54   | 61   | 71   | 62   | 62   | 42   | 42   | Σ | 609  |

| 12,6 |

| 13,0 |

| 11,1 |

| 8,0 |

| 5,6 |

| 3,4 |

| 2,7 |

| 3,7 |

| 5,0 |

| 6,8 |

| 8,9 |

| 10,8 |

| 12,6 |

| 13,0 |

| 11,1 |

| 8,0 |

| 5,6 |

| 3,4 |

| 2,7 |

| 3,7 |

| 5,0 |

| 6,8 |

| 8,9 |

| 10,8 |

| N i e d e r s c h l a g | 37  | 33  | 36  | 47  | 62  | 54  | 61  | 71  | 62  | 62  | 42  | 42  |
|                         | Jan | Feb | Mär | Apr | Mai | Jun | Jul | Aug | Sep | Okt | Nov | Dez |

## Geschichte
Castlemaine wurde 1851 in Goldrauschzeiten gegründet. Innerhalb kürzester Zeit zog es 25.000 Goldsucher in die Stadt. Das Theatre Royal von Castlemaine wurde 1856 mit einer Vorstellung der berühmten Tänzerin Lola Montez eröffnet und behauptet von sich, das älteste durchgängig genutzte Theatergebäude Australiens zu sein. Heute dient es als Premierenkino und Konzertbühne.
Als der Goldabbau nach und nach eingestellt wurde, entstanden eine Reihe anderer Sekundärindustrien. Dazu gehörten Brauereien, Eisengießereien und eine Wollspinnerei. Thompson’s Foundry (jetzt firmierend als Flowserve) war einer der größten Arbeitgeber in Castlemaine.
Heute hat die Stadt noch etwa 10.000 Einwohner.

## Kultur und Sehenswürdigkeiten
In der Nähe des Ortes befindet sich eine große und historisch bedeutsame Goldlagerstätte, die heute unter dem Namen Castlemaine Diggings National Heritage Park als nationales Kulturdenkmal geschützt ist.

## Medien

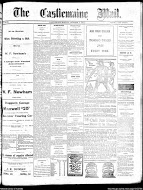
„Castlemain Mail“,
Ausgabe vom 1. Oktober 1917

Die wöchentlich erscheinende „Castlemaine Mail“, die 1854 als „Mount Alexander Mail“ erstmals erschien, wurde 1984 Teil der „Midland Express-Gruppe“ und wird immer noch aufgelegt.
Der Gemeinschaftsradiosender „MainFM“ sendet aus dem alten Castlemainer Krankenhaus auf 94,9 FM.

## Töchter und Söhne der Stadt
- Zakkari Dempster (* 1987), Radrennfahrer
- Rudolph Laver (1872–1946), australisch-deutscher Elektrotechniker